# Nisa (Perzija)
Nisa ili Partaunisa (turkmenski: Gadymy Nusaý) je arheološki lokalitet starog ahemenidskog grada, kasnije poznatog kao Mithridakert ili Mihrdatkart. Nalazio se u Srednjoj Aziji na povijesnom Putu svile u Turkmenistanu, kod modernog sela Bagira, 18 km sjeverozapadno od Ašgabata. Svoj vrhunac je doživio u 3. stoljeću pr. Kr. kada je postao prvom prijestolnicom Partskog Carstva. Upisan je na UNESCO-ov popis mjesta svjetske baštine u Aziji i Oceaniji 2007. godine kao jedinstveni ostaci prve partske prijestolnice u kojoj se prepoznaju elementi perzijske kulture, ali i stare Grčke i Rima sa zapada. 

## Povijest
Ovo područje je bilo naseljeno još u 4. tisućljeću pr. Kr., a naselje je postojalo još u 1. tisućljeću pr. Kr. No, prema predaji osnovao ga je kralj Arsak I. (vladao od oko 250. – 211. pr. Kr.) i od tada je, između ostalog, bi i glavnom nekropolom partskih kraljeva, iako još uvijek nije utvrđeno da li je utvrda Nisa bila kraljevska rezidnecija ili mauzolej. Taj najstariji grad je bio petostrana utvrda sa zidinama od zbijene zemlje visokim 5-7 metara i debelim oko 8-9 m. Unutra su bili tornjevi od opeke i vojne okrugle barake promjera oko 17 m, te mauzoleji s velikim središnjim dvorištem (38 x 38 m).
Arheološka iskapanja su otkrila dva utvrđena spojena grada (Stara i Nova Nisa) s bogatom državničkim, stambenim i vjerskim građevinama. Grad se nalazio na strateškom položaju sjecišta trgovačkih puteva sjever-jug i istok-zapad, ali je služio i kao utvrđena granica protiv rimskog vojnog širenja. Mnoga helenistička djela su iskopana, poput ceremonijalnih ritona, te novca s prizorima iz mitologije. Danas u Arheološkom muzeju u Ašgabatu.
Mitridat I. (171. – 138. pr. Kr.) ga je preimenovao u Mitradatkirt ("Mitridatova utvrda"), što se zna s jedne glinene pločice (od 2,700 pronađenih na lokalitetu) ispisane klinastim pismom. Tijekom prvog desetljeća 1. stoljeća pogodio ga je strašan potres od kojega se nikada nije oporavio.
God. 224., po raspadu Partskog carstva, Nisa je postala dio Sasanidskog carstva, ali izgubila na važnosti i postupno je gubila stanovništvo. No, ostala je važnom trgovačkom postajom tijekom islamskog razdoblja sve do 14. stoljeća.

## Vanjske poveznice
- Arheološka misija u Nisi
- Nisa Utvrda  Arhivirana inačica izvorne stranice od 24. listopada 2004. (Wayback Machine), Ayan Tourism & Travel Company (engl.)
- Povijesni lokalitet Nisa  Arhivirana inačica izvorne stranice od 27. veljače 2006. (Wayback Machine), Turkmenistansko ministarstvo turizma i sporta (engl.)